# Sambo en los Juegos Europeos
El deporte de sambo en los Juegos Europeos se realiza desde la primera edición. El evento es organizado por los Comités Olímpicos Europeos, junto con la Federación Internacional de Sambo Amateur (FIAS). 

## Ediciones
| N.º | Año  | Sede                 | Instalación         |
| --- | ---- | -------------------- | ------------------- |
| I   | 2015 | Bakú ( Azerbaiyán)   | Arena Heydər Əliyev |
| II  | 2019 | Minsk ( Bielorrusia) | Palacio de Deportes |
| —   | 2023 | Cracovia ( Polonia)  | No realizado        |

## Medallero
- Actualizado a Minsk 2019.

| Núm. | País        | Oro | Plata | Bronce | Total |
| ---- | ----------- | --- | ----- | ------ | ----- |
| 1    | Rusia       | 12  | 3     | 11     | 26    |
| 2    | Bielorrusia | 5   | 6     | 11     | 22    |
| 3    | Georgia     | 4   | 3     | 7      | 14    |
| 4    | Ucrania     | 1   | 4     | 3      | 8     |
| 5    | Bulgaria    | 1   | 1     | 2      | 4     |
| 6    | Armenia     | 1   | 1     | 1      | 3     |
| 7    | Serbia      | 1   | 0     | 2      | 3     |
| 8    | Croacia     | 1   | 0     | 0      | 1     |
| 9    | Azerbaiyán  | 0   | 5     | 2      | 7     |
| 10   | Moldavia    | 0   | 1     | 2      | 3     |
| 11   | Grecia      | 0   | 1     | 0      | 1     |
| 11   | Letonia     | 0   | 1     | 0      | 1     |
| 13   | Rumania     | 0   | 0     | 4      | 4     |
| 14   | Francia     | 0   | 0     | 3      | 3     |
| 15   | España      | 0   | 0     | 2      | 2     |
| 15   | Lituania    | 0   | 0     | 2      | 2     |
|      | TOTAL       | 26  | 26    | 52     | 104   |